# Adolph Wilhelm Otto

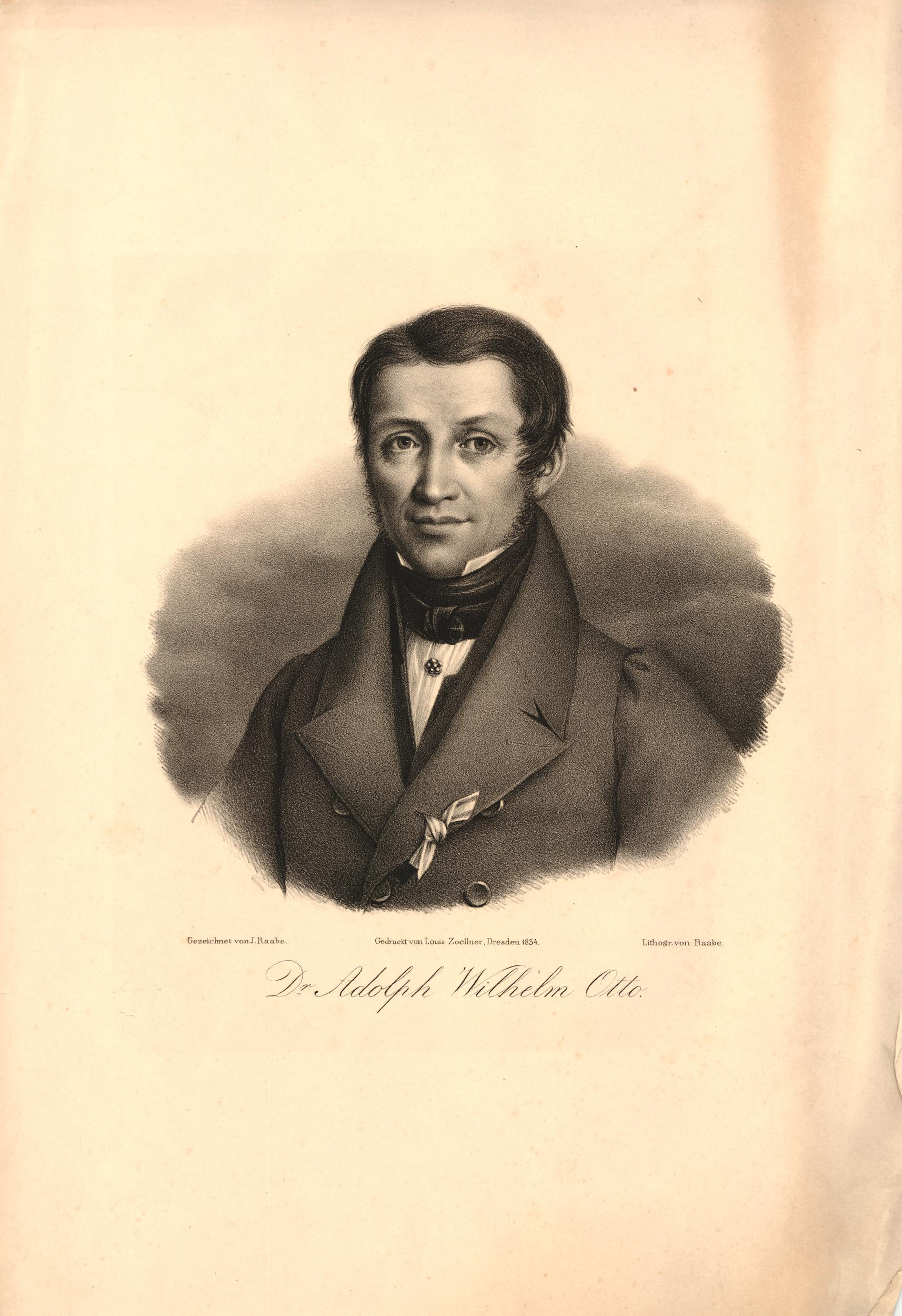
Adolph Wilhelm Otto, vor 1835

Adolph Wilhelm Otto (* 3. August 1786 in Greifswald; † 14. Januar 1845 in Breslau) war ein deutscher Anatom und Hochschullehrer.

## Leben
Otto absolvierte sein Medizinstudium an der Brandenburgischen Universität Frankfurt und der Universität Greifswald. Er wurde 1808 zum Dr. med. promoviert und schloss sein Studium im Jahr darauf ab. Anschließend war er als Prosektor an der von Carl August Wilhelm Berends geleiteten Klinik in Frankfurt (Oder) tätig. Er habilitierte sich 1811 und wurde zum außerordentlichen Professor berufen.
Nach einer Studienreise durch Deutschland, die Niederlande und Frankreich wurde er 1813 ordentlicher Professor für Anatomie an der nach dem Frieden von Tilsit neu entstandenen  Schlesischen Friedrich-Wilhelms-Universität Breslau. 1820 wurde er in die Deutsche Akademie der Naturforscher Leopoldina gewählt. 1821 wurde er zum Medizinalrat und zum Mitglied des Medizinalkollegiums für Schlesien ernannt. 1831 nahm ihn die Königlich Schwedische Akademie der Wissenschaften auf. 1836 folgte seine Ernennung zum Geheimen Medizinalrat. Im akademischen Jahr 1838/39 war Otto Rektor der Universität Breslau.

## Wirken

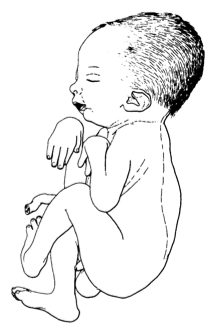
Zeichnung Ottos eines an Arthrogryposis multiplex congenita leidenden Kleinkindes, 1841.

Otto publizierte zahlreiche Beiträge und Bücher zur pathologischen Anatomie und Teratologie. Sein Lehrbuch Monstrorum sexcentorum descriptio anatomica (1841) enthält neben 600 anderen Beschreibungen von Fehlbildungen die erste klinische Beschreibung eines an Arthrogryposis multiplex congenita leidenden Neugeborenen.
Das „Otto-Chrobak-Becken“ ist ein Synonym der Protrusio acetabuli, einer Vorwölbung von Hüftpfanne und -kopf in das kleine Becken. Otto beschrieb diese Verformung 1824. Der zweite Teil des Synonyms geht auf den Gynäkologen Rudolf Chrobak zurück.

## Schriften
- Monstrorum trium cerebro atque cranio destitutotum anatomica et physiologica disquisito. Greifswald 1808. (Dissertation, Digitalisat)
- Monstrorum sex humanorum anat. Et physiol. Disquisito. 1811. (Habilitationsschrift, Digitalisat)
- Handbuch der pathologischen Anatomie des Menschen und der Thiere.  Barth, Breslau 1814. (Digitalisat)
- Seltene Beobachtungen zur Anatomie, Physiologie und Pathologie gehörig. 1. Band: Holäufer, Breslau 1816, 2. Band: Rücker, Berlin 1824. (Digitalisat)
- Verzeichniß der anatomischen Präparatensammlung des Kgl. Anatomie-Instituts zu Breslau. Max, Breslau 1827. (Digitalisat)
- Lehrbuch der pathologischen Anatomie der Menschen und der Thiere. August Rücker, Berlin 1830.
- Monstrorum sexcentorum descriptio anatomica. F. Girt, Breslau 1841.